# Nieuport-Delage NiD-62
Nieuport-Delage NiD-62 – francuski samolot myśliwski w układzie półtorapłata zbudowany i wykorzystywany w okresie międzywojennym. 

## Historia
Samolot powstał jako rozwinięcie Nieuport-Delage NiD-42 i Nieuport-Delage NiD-52. Z pierwszego zachował drewniany kadłub, a z drugiego metalowe skrzydło. Do produkcji nowa konstrukcja trafiła pod koniec 1928 r. Lotnictwo francuskie zamówiło 320 egzemplarze, ostatni został wyprodukowany w 1930 r.
W 1930 r. dwa seryjne samoloty wyposażono w pływaki w celu startu w Pucharze Schneidera. Nadano im oznaczenie Nieuport-Delage NiD-621, po wyścigu zostały przebudowane do standardowej wersji. W związku z tendencją do wpadania samolotu w płaski korkociąg Gustave Delage opracował jego modyfikację, w której środek ciężkości został przesunięty do tyłu. Tak zmodyfikowana konstrukcja otrzymała oznaczenie Nieuport-Delage NiD-622. Na tę wersję zamówienie złożyło zarówno francuskie lotnictwo, jak i marynarka. 
W 1931 r. jeden z egzemplarzy NiD-622 wyposażono w silnik Lorraine 12Fa Courlis. Konstruktorzy usunęli dolny płat oraz przeprojektowali górny. Prototyp, oznaczony jako Nieuport-Delage NiD-623, otrzymał cywilne znaki F-AIPO. 
Na bazie doświadczeń z NiD-623 zbudowano kolejną wersję w układzie górnopłata typu parasol z silnikiem Hispano-Suiza 12M. Powstały dwa prototypy tej wersji oznaczone jako Nieuport-Delage NiD-624. W 1929 r. zmodyfikowano jeden seryjny NiD-622 do testów spadochronowych, nadano mu oznaczanie Nieuport-Delage NiD-625. NiD-622 wzbudził zaintereoswanie lotnictwa wojskowego Peru. W 1932 r. oblatano wersję wyposażoną w silnik Lorraine 12Hdr, w następnym roku dostarczono zmawiającemu 12 maszyn, które otrzymały oznaczenie Nieuport-Delage NiD-626. Na jednym z egzemplarzy (z silnikiem Hispano-Suiza 12Md) testowano w 1931 r. dwustopniową turbosprężarkę Farman-Waseige. Maszyna została oznaczona jako Nieuport-Delage NiD-628. Inny egzemplarz NiD-622, na którym zastosowano sprężarkę Szydłowski-Planiol, stał się pierwowzorem modelu oznaczonego jako Nieuport-Delage NiD-629. Zbudowano 50 egzemplarzy tej wersji, zastosowano w nich ulepszoną wersję podwozia z amortyzacją olejową.
W 1939 r. konstrukcja była już przestarzała i została przesunięta do szkolnictwa. We francuskich koloniach samoloty tego typu pozostały jeszcze na stanie eskadr obrony terytorialnej (Escadrilles Regionales). W 1940 r. pewna grupa polskich pilotów wykonywała loty na NiD-622 na lotnisku Blida w ramach przeszkolenia na sprzęcie francuskim. W ramach tej grupy stworzono szkolną eskadrę myśliwską wyposażoną w NiD-622. 20 czerwca 1940 r. podczas jednego z lotów szkolnych na samolocie tego typu zginął ppor. Ryszard Mich. Na NiD-622 szkolili się również Polacy w Châteauroux. W służbie sił powietrznych armii Vichi samolot był wykorzystywany jako maszyna szkoleniowa do 1942 roku.

## Galeria

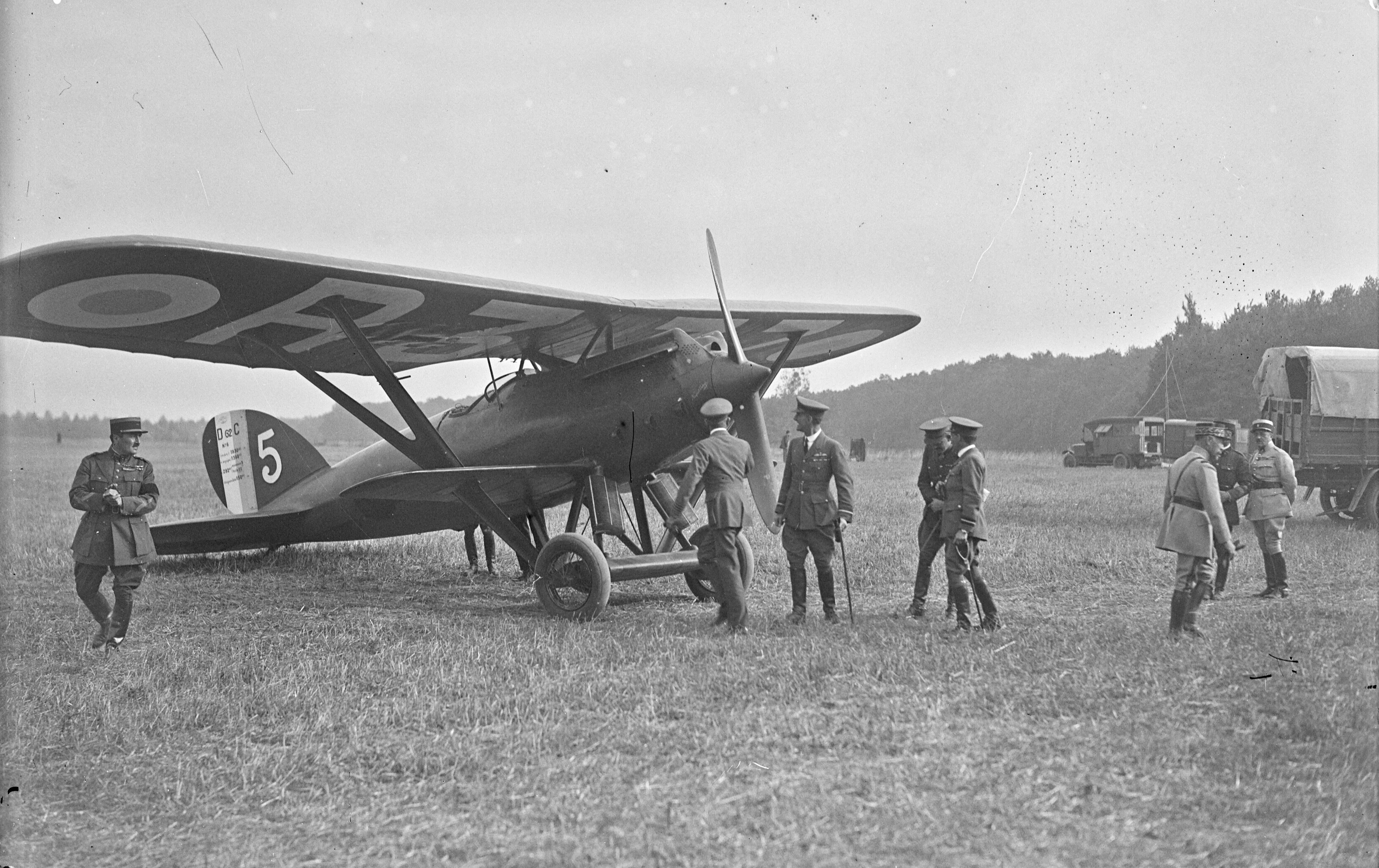
Brytyjscy oficerowie oglądają NiD-62 podczas manewrów w 1928 r.
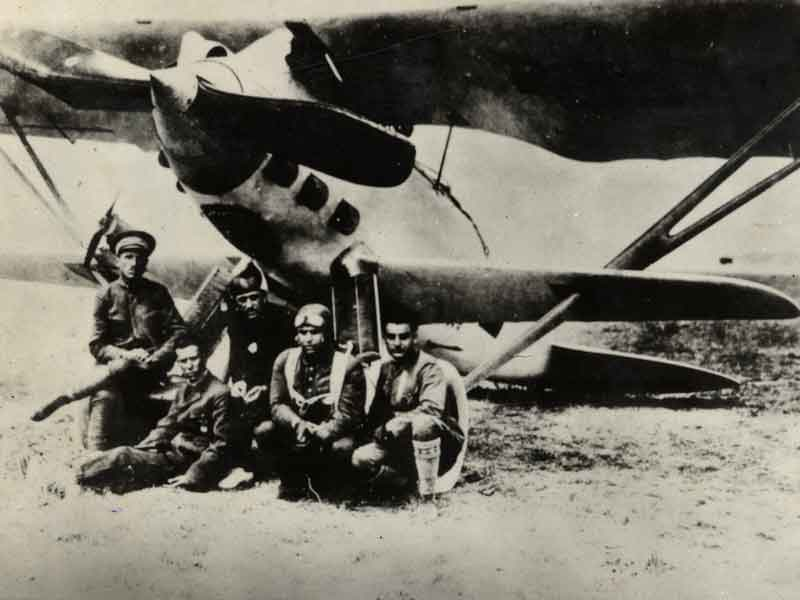
NiD-62 w lotnictwie tureckim
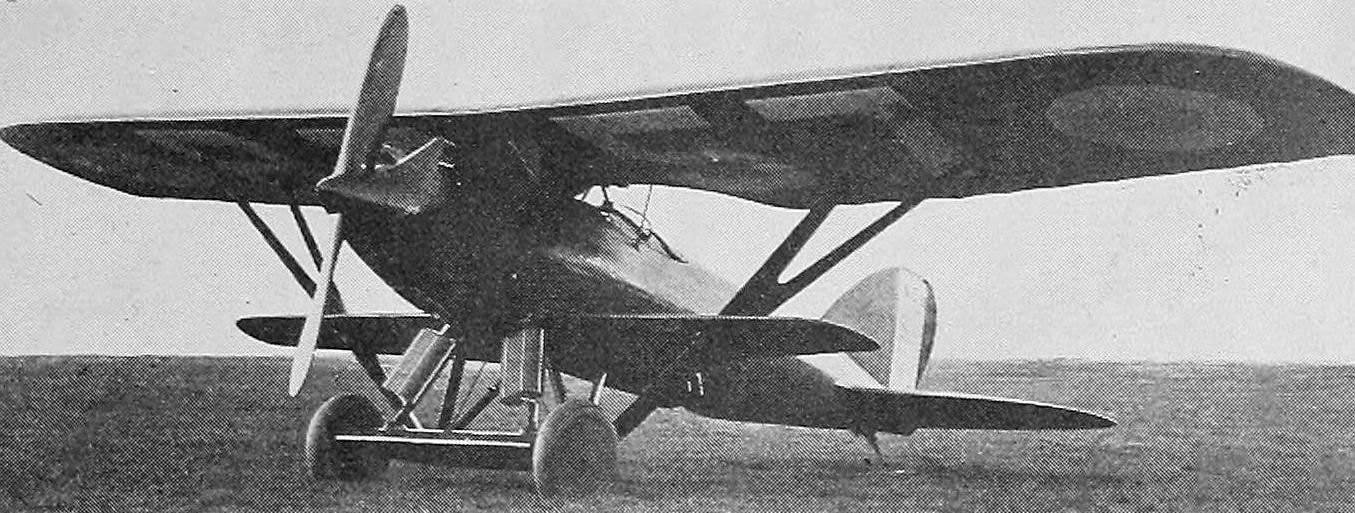
NiD-62 lotnictwa francuskiego w 1930 r.